# أسعد عرابي
أسعد عرابي (1941 - ) هو فنان تشكيلي وباحث وناقد سوري، عرضت أعماله في عدد كبير من المعارض العربية والدولية. له كتابات تشكيلية كثيرة ومهمة لتجارب عديدة في المنطقة العربية والعالم، له دراسات متخصصة باللغة العربية والفرنسية.

## حياته
ولد عرابي في دمشق عام 1941، أكمل دراسته فيها، حصل على شهاد البكالوريوس من كلية الفنون الجميلة في جامعة دمشق، سافر الى باريس عام 1975، حصل على شهادة دبلوم في الرسم من المعهد العالي للفنون الجميلة، وحصل على شهادة الدكتوراه في علم الجمال من جامعة السوربون، قدم العديد من الأعمال الفنية، وأقام عدة معارض في القطر وخارجه، حيث كان أسلوبه يجمع بين التصوير والتجريد، وكانت الموسيقى مصدر إلهام له ومتكررة في أعماله، حيث قال «لطالما شعرتُ بتلك العلاقة بين الموسيقى والشكل. عندما أستمع إلى الموسيقى، بوسعي أن أتخيّل أشكالاً معينة ترتسم معالمها. وعندما أتأمل المدينة، أشعر بإيقاعها الموسيقي».

## مؤلفاته
- وجوه الحداثة في اللوحة العربية.[5]
- صدمة الحداثة في اللوحة العربية.[6]
- شهادة اللوحة في نصف قرن.[7][8]
- معنى الحداثة في اللوحة العربية.[9]
- تحولات النص البصري: المرئي واللامرئي في النصوص البصرية، (مجموعة أبحاث) بالاشتراك.

## روابط خارجية
- الفنان اسعد عرابي: نحن نعيش فترة تغيير المفاهيم
- لقاء مع الفنان في برنامج ثقافات على فرانس 24